# Nausithoe planulophorus
Nausithoe planulophorus är en manetart som först beskrevs av Werner 1971.  Nausithoe planulophorus ingår i släktet Nausithoe och familjen Nausithoidae. Inga underarter finns listade i Catalogue of Life.